# ديدييه توفولو
ديدييه توفولو (بالفرنسية: Didier Toffolo)‏ هو لاعب كرة قدم فرنسي في مركز الدفاع، ولد في 20 فبراير 1959 في آنسي في فرنسا. لعب مع باريس سان جيرمان ونادي كليرمون 63 ونادي ميلوز.

## وصلات خارجية
- ديدييه توفولو على موقع قاعدة بيانات كرة القدم.إي يو (الإنجليزية)
- ديدييه توفولو على موقع عالم كرة القدم.نت (الإنجليزية)